# Johan Alexanderson
Nils Johan Alexanderson, född 15 augusti 1941 i Engelbrekts församling, Stockholm, är en svensk ingenjör som konstruerat en elastisk golvplatta i mjuk betong.
Johan Alexanderson är son till häradshövdingen Erik Alexanderson och Elisabeth von Bonsdorff, sonson till justitierådet Nils Alexanderson samt farbror till skådespelaren Filip Alexanderson. 
Han har examen som civilingenjör och blev teknologie doktor 1972 då han disputerade på avhandlingen Strength losses in heat cured concrete vid Kungliga Tekniska högskolan/Lunds universitet. År 1994 grundade han tillsammans med Christer Marking företaget Johans Golv AB. Han har konstruerat ett elastiskt golv i mjuk betong, efter kontakter med bland andra sedermera modeskaparen Mattias Ljunggren, vilket han fick patent för 1996. Johan Alexanderson har gett ut ett flertal publikationer inom sitt specialområde.
Åren 1970–1979 var han gift med advokaten Birgitta Alexanderson (1936–2017). Sedan 1991 är han gift med formgivaren, professor Wanja Djanaieff (född 1941).